# Henk Sijthoff
Hendrik Albert Henri ("Henk") Sijthoff (Den Haag, 9 januari 1915 – Rotterdam, 10 december 2000) was een Nederlandse uitgever en oprichter en eigenaar van Het Financieele Dagblad.

## Jeugd en studie
Sijthoff stamde uit een uitgeversgeslacht. Henks overgrootvader A.W. Sijthoff begon in 1851 een uitgeverij en richtte meerdere kranten op. Zijn grootvader Albert Sijthoff was oprichter en directeur van de Haagsche Courant en later de president-commissaris van A.W. Sijthoffs Uitgeversmaatschappij. Rond 1925 droeg Albert de leiding van de Haagsche Courant over aan zijn zonen A.W. Sijthoff jr. en Henri Sijthoff; de vader van Henk Sijthoff.
Toen Henk Sijthoff twaalf jaar oud was overleed zijn vader en kwamen de aandelen van het bedrijf in handen van zijn oom. Na zijn middelbare school ging hij verder studeren in het buitenland. Hij volgde de vakopleiding uitgeverij aan de Meisterschule voor uitgevers in Leipzig. Hierna ging hij werken bij een gietmachinefabriek in Bern, volgde stages bij het persbureau Reuters in Berlijn en werkte voor kranten als stagiair en beginnend verslaggever in Parijs en Lausanne. Terug in Nederland leerde hij het krantenvak verder bij het in 1878 door zijn overgrootvader opgerichte Rotterdamsch Nieuwsblad en eindigde uiteindelijk bij de krant van zijn oom, de Haagsche Courant. Hierna ging hij buiten het familiebedrijf werken.

## Uitgeverschap
In mei 1941 overleed M.H. Binger, directeur van de Dagelijkse Beurscourant, en later dat jaar kocht Sijthoff die krant van de (joodse) erven van Binger voor het toenmalig grote bedrag van zestigduizend gulden. In september 1943 moest hij, gedwongen door de Duitse bezetter, deze beurskrant laten fuseren met het Amsterdamsch Effectenblad waarvan destijds S.G. Appeldoorn (1880-1968) de hoofdredacteur was. Van de fusiekrant Het Financieele Dagblad die als ondertitel kreeg "waarin opgenomen de Dagelijkse Beurscourant en het Amsterdamsch Effectenblad" werd Sijthoff de directeur en Appeldoorn de hoofdredacteur. Na de oorlog groeide de krant uit tot een toonaangevend blad voor de financiële sector met een oplage van 65.000 exemplaren in het jaar 2008. Hij maakte een breder blad dan enkel een krant gevuld met financieel nieuws, er kwam ook uitgebreid economisch en achtergrondnieuws in te staan.

## Verdere levensloop
Het uitgeversconcern Wegener dat uiteindelijk ontstond kocht later de kranten op van het Haagse concern Sijthoff dat eigendom was van zijn twee neven, de zonen van de broer van zijn overleden vader, zodat Henk Sijthoff uiteindelijk als enige de familietraditie van het uitgeven zou voortzetten. Aan het eind van de jaren zeventig nam hij afscheid van het bedrijf. Zijn zoon is de ondernemer Bob Sijthoff.